# Indokutara conica
Indokutara conica är en insektsart som beskrevs av Chandrasekhara A. Viraktamath 1998. Indokutara conica ingår i släktet Indokutara och familjen dvärgstritar. Inga underarter finns listade i Catalogue of Life.